# Tormod Hausken Jacobsen
Tormod Hausken Jacobsen (17 augustus 1993) is een Noors wielrenner die sinds 2012 onder contract staat bij Team Øster Hus-Ridley.

## Overwinningen
2010
4e etappe Youth Tour
2013
2e etappe Vierdaagse van Tønsberg
2014
 Noors kampioen op de weg, Elite